# Villotta
Villotta (hay villotte) là một loại bài hát phổ biến chủ yếu ở miền bắc nước Ý, đặc biệt là gần Venice. Thường sử dụng âm nhạc dân gian hoặc các bài hát dân gian trong phương ngữ.